# Parco naturale regionale di Porto Venere
Il parco naturale regionale di Portovenere è un'area naturale protetta della provincia della Spezia, in Liguria. Comprende il comune di Portovenere, con le isole Palmaria, Tino e Tinetto.
Dal 1997 il parco di Portovenere, insieme alle isole Palmaria, Tino, Tinetto ed alle Cinque Terre è stato inserito tra i patrimoni dell'umanità dell'UNESCO.

## Storia
Le prime disposizioni per la protezione della regione di Portovenere risalgono alla legge regionale nº 12 del 1985. Nel 1999, poco dopo il parco nazionale delle Cinque Terre, fu istituito il "parco naturale regionale dei promontori e delle Isole di Levante". Nel 2001, la legge regionale nº 30 ha definito il parco nella sua forma attuale.

## Galleria d'immagini
| - L'interno del borgo - Il campanile della chiesa di San Lorenzo - Scorcio del castello Doria - Vista delle case caratteristiche del borgo di Portovenere - La chiesa di San Pietro |